# Canciones para no dormir la siesta
Canciones para no dormir la siesta fue un colectivo musical uruguayo creado y pensado por Horacio Buscaglia y Nancy Guguich, inicialmente para niños pero que cautivó al mismo tiempo al público adulto; se inició el 19 de junio de 1975 y se disolvió en julio de 1990; durante ese tiempo, los integrantes del grupo variaron siendo la formación más estable la que reunió a Jorge Bonaldi, Susana Bosch, Nancy Guguich, Gonzalo Moreira, Gustavo Ripa y Carlos Vicente.
Además de ser recordados por ser pioneros en su país en muchas ramas de la música infantil, también están identificados como un grupo referente en la resistencia cultural a la última dictadura uruguaya.

## Historia
Canciones para no dormir la siesta surgió por idea de Horacio Buscaglia y Nancy Guguich, quienes armaron un espectáculo infantil. Su objetivo inicial era únicamente crear una obra para niños; no tenían como meta fundar un grupo musical.
Cuando debutaron en la sala Mercedes de El Galpón el 19 de junio de 1975, el repertorio inicial estaba constituido por adaptaciones de canciones infantiles tradicionales y algunas composiciones propias. El espectáculo estaba concebido de forma diferente a lo habitual en las obras teatrales para niños de ese momento. Sin un hilo argumental, de forma más dinámica, con pequeños cuadros o imágenes que tenían como sostén las canciones, fue la manera que encontraron los creadores de sostener la atención del público infantil durante dos horas. El espectáculo se construyó teniendo en cuenta la participación del público, con juegos y canciones que hacían cantar y bailar a chicos y grandes.
Además de Buscaglia y Guguich, en la primera formación del espectáculo estaban: Jorge Bonaldi, Leticia Moreira, Gonzalo Moreira, Jaime Roos y Walter Venencio. Leticia Moreira participa hasta los últimos meses de 1975. Susana Bosch, que ya había participado en algunas actuaciones contratadas fuera del teatro, se integra entonces formalmente al grupo. 
Este inicio no duró mucho. En 1976 las salas del teatro El Galpón fueron clausuradas y los instrumentos del grupo quedaron secuestrados dentro de la sala grande del teatro. Además, entre 1975 y 1976 la mayor parte de los integrantes del grupo dejaron el país. Buscaglia y Guguich partieron hacia Argentina, Bonaldi y Roos hacia España.
En 1977 Horacio Buscaglia dirigió un espectáculo protagonizado por Susana Bosch y Walter Venencio que se llamó "Para cuando llueva", con un espíritu similar al de "Canciones para no dormir la siesta". El espectáculo con ese nombre recién se retomó en 1978, ya sin Jaime Roos (aún en Europa), con las incorporaciones de Gustavo Ripa, que permanece hasta 1988, Jorge Lazaroff y Cecilia Prato, que permanecen hasta 1980. Se radican en el Teatro Circular, entre los años 1978 y 1981.
En 1981 siguieron actuando en el Teatro Circular pero comenzaron a realizar espectáculos en el interior del país. Al año siguiente cambiaron el Circular por el recién formado Teatro La Candela de Pocitos, en la antigua sala Shakespeare and Company, que primitivamente había sido La Claraboya Amarilla, de Alfredo Zitarrosa.
En 1983 realizaron varios espectáculos masivos: llenaron dos veces el Palacio Peñarol y una vez el Cilindro Municipal con su show "Los derechos del niño".
En 1984, volvieron al Teatro Circular donde realizaron el espectáculo durante todo el año. En 1985 —ya en democracia— hicieron una breve temporada en el Teatro El Galpón y en septiembre, un masivo espectáculo en el Palacio Peñarol festejando sus 10 años. Ese año publicaron su mayor hit, "Chim pum fuera", incluido en su álbum Diez años que logró doble disco de platino.
Entre 1986 y 1988 participaron con su espectáculo en los escenarios del carnaval, con lo que lograron multiplicar aún más su popularidad, al llegar a ser conocidos a otros sectores sociales donde antes no lo eran. Continuaron esos años con temporadas en distintos teatros de Montevideo y giras en el resto del país. Sus álbumes Había una vez y Cht! consiguieron ser discos de oro.
En 1989, el 6 de enero, día de los Reyes Magos, junto a Canal 10 de Uruguay produjeron un gran espectáculo en el Parque Central, muy avanzado para la tecnología de la época. Tuvo una gran respuesta de parte del público.
Desde mayo de 1989 y hasta fines de ese año, el grupo contó con su propio espacio en la televisión en Saeta TV Canal 10. Se realizaba en vivo y en directo, desde el estadio cerrado de Defensor, con una hora y media de duración. La respuesta de índice de audiencia del programa no fue la esperada, pese a la gran producción y el gran esfuerzo creativo con los que contaba.
Ya en ese año 1989 la respuesta popular hacia el conjunto comenzó a decaer, algo que se vio acentuado en el año siguiente. Esto, sumado a la divergencia de intereses de sus integrantes y a los costos que conllevaba el grupo, hizo que "Canciones para no dormir la siesta" dejara de existir en 1990.

## Discografía
- Canciones para no dormir la siesta (Sondor 44107. 1979)
- Canciones para no dormir la siesta vol. II (Sondor 144191. 1982)
- Canciones para usar (Sondor 144239. 1983)
- Los derechos del niño (Sondor 144338. 1983)
- Los derechos del niño vol. II (1984)
- Diez años (Orfeo SULP 90790. 1985)
- Había una vez (Orfeo SULP 90835. 1986)
- CHT! (Orfeo SULP 90968. 1988)
- Antología (contiene versiones diferentes de los editados originalmente. 1989)

### Reediciones y recopilaciones
- Vamos a inventar (Sondor 84395. 1985)
- A cantar y jugar con Canciones para no dormir la siesta (Sondor 4.994-2, 1996)
- Diez años (EMI / Orfeo 7243 5 27788 2 9)
- Canciones para no dormir la siesta (Reedición de "Diez años". Bizarro Records 3794-2. 2007)
- Cht! (Bizarro Records 4199-2. 2008)
- Había una vez... (Bizarro Records 4977-2. 2011)